# Ungarische Eishockeyliga 1950/51
Die Saison 1950/51 war die 14. Spielzeit der ungarischen Eishockeyliga, der höchsten ungarischen Eishockeyspielklasse. Meister wurde zum ersten Mal in der Vereinsgeschichte überhaupt Kinizsi SE Budapest.

## Modus
In der Hauptrunde absolvierte jede der acht Mannschaften insgesamt sieben Spiele. Der Erstplatzierte der Hauptrunde wurde Meister. Für einen Sieg erhielt jede Mannschaft zwei Punkte, bei einem Unentschieden gab es einen Punkt und bei einer Niederlage null Punkte.

## Hauptrunde

### Tabelle
|    | Klub                  | Sp | S | U | N | Tore  | Punkte |
| -- | --------------------- | -- | - | - | - | ----- | ------ |
| 1. | Kinizsi SE Budapest   | 7  | 7 | 0 | 0 | 85:14 | 14     |
| 2. | Vörös Meteor Budapest | 7  | 6 | 0 | 1 | 57:9  | 12     |
| 3. | Vörös Lobogó Budapest | 7  | 5 | 0 | 2 | 83:17 | 10     |
| 4. | Építõk Budapest       | 7  | 4 | 0 | 3 | 41:32 | 8      |
| 5. | Postás Budapest       | 7  | 3 | 0 | 4 | 29:23 | 6      |
| 6. | Szikra Budapest       | 7  | 2 | 0 | 5 | 17:58 | 4      |
| 7. | Vörös Meteor II       | 7  | 1 | 0 | 6 | 13:71 | 2      |
| 8. | Kispesti Postás       | 7  | 0 | 0 | 7 | 7:108 | 0      |

Sp = Spiele, S = Siege, U = unentschieden, N = Niederlagen